# Incidente del equinoccio de otoño

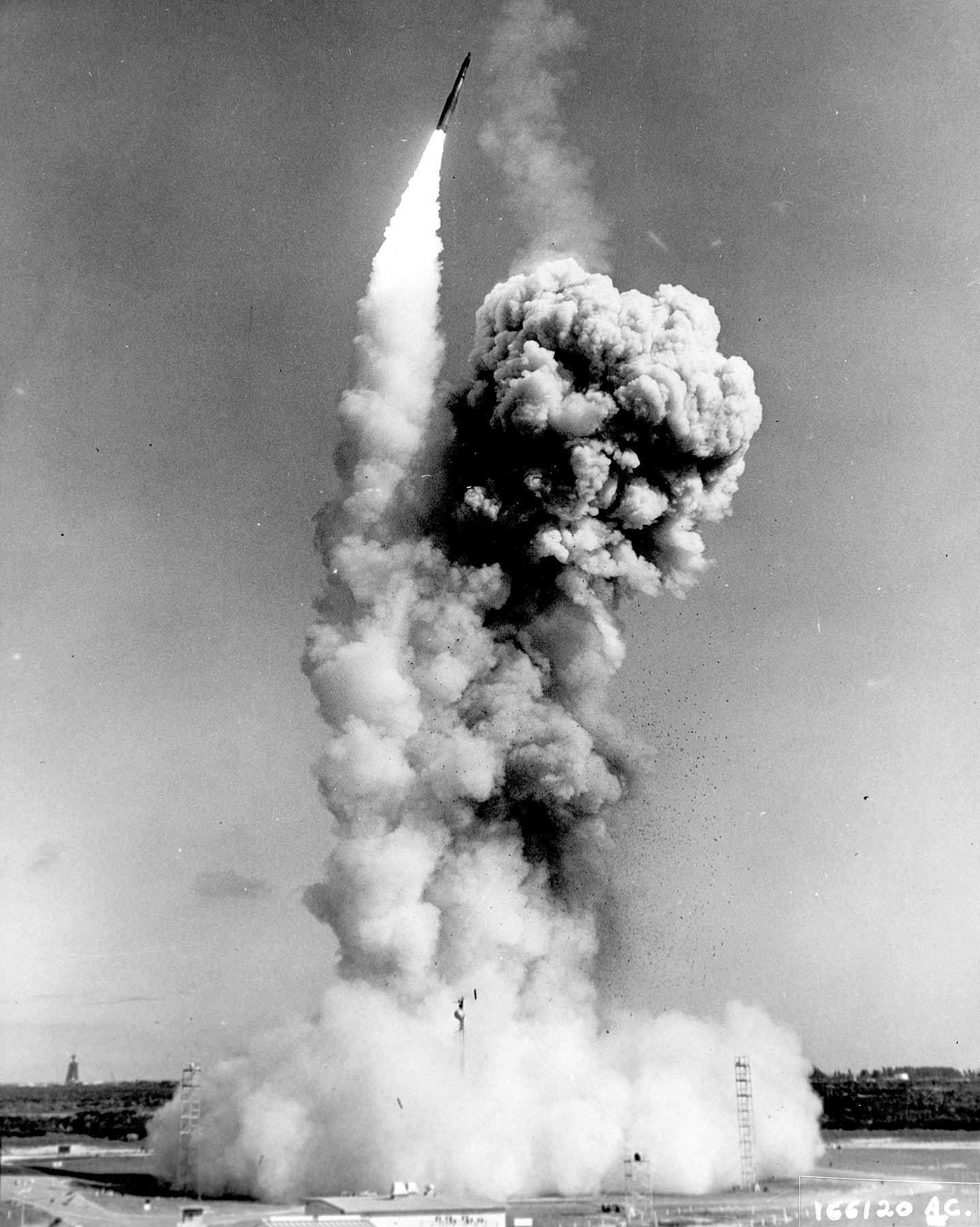
Supuestamente cinco misiles LGM-30 Minuteman habían sido lanzados desde Estados Unidos hacia la Unión Soviética en plena Guerra Fría.

Se conoce como Incidente del equinoccio de otoño a un hecho ocurrido el 26 de septiembre de 1983, durante la Guerra Fría, en el que un radar nuclear de alerta temprana de la Unión Soviética informó del lanzamiento de un misil balístico intercontinental con cuatro misiles más detrás, desde bases en los Estados Unidos. Stanislav Petrov, un oficial de las Fuerzas de Defensa Aérea Soviéticas de servicio en el centro de comando del sistema de alerta temprana, sospechó que estas advertencias de ataques con misiles eran falsas alarmas. Decidió esperar a que se corroborara la evidencia, de la cual no llegó ninguna, en lugar de transmitir inmediatamente la advertencia a la cadena de mando. Se considera que esta decisión evitó un ataque nuclear de represalia contra Estados Unidos y sus aliados de la OTAN, lo que probablemente habría resultado en una escalada a una guerra nuclear a gran escala. La investigación del sistema de alerta por satélite determinó más tarde que el sistema había funcionado mal.

## Antecedentes
El incidente se produjo en un momento de graves tensiones en las relaciones entre los Estados Unidos y la Unión Soviética. En diciembre de 1979, la OTAN desplegó 108 misiles atómicos Pershing II en Europa Occidental que podían alcanzar objetivos en Ucrania, Bielorrusia y Lituania en 10 minutos, así como misiles de crucero BGM-109 GLCM con cabezas nucleares capaces de llegar a Moscú. A mediados de febrero de 1981, los Estados Unidos lanzaron una campaña de operaciones psicológicas contra la Unión Soviética, incluyendo operaciones navales clandestinas y vuelos de bombarderos atómicos contra el espacio aéreo soviético, vuelos que se daban la vuelta en el último momento; en ocasiones, esto se daba varias veces por semana. También habían iniciado los preparativos para las gigantescas maniobras militares Able Archer 83, que simulaban un ataque a la Unión Soviética. Por respuesta, la URSS puso en marcha la operación RYAN para prepararse contra un ataque atómico por sorpresa. En este contexto de tensión extrema, sólo tres semanas antes los militares soviéticos habían derribado un avión de pasajeros surcoreano, el Vuelo 007 de Korean Air, el que se había extraviado en el espacio aéreo soviético, matando a las 269 personas a bordo, entre ellas varios estadounidenses, al tomarlo por un avión espía o de tanteo de defensas.
Bruce Blair, experto en estrategias nucleares de la Guerra Fría y expresidente del Instituto de Seguridad Mundial en Washington D. C., dice que la relación entre Estados Unidos y la Unión Soviética en ese momento «se había deteriorado hasta el punto de que la Unión Soviética como sistema —no solo el Kremlin, no solo el líder soviético Yuri Andropov, no solo la KGB— sino como sistema, se orientó a esperar un ataque y como consecuencia, tomar represalias muy rápidamente. Era una situación muy tensa y propensa a errores y accidentes. La falsa alarma que ocurrió durante la supervisión de Petrov, no pudo haber llegado en una etapa más peligrosa e intensa en las relaciones entre EE.UU y la Unión Soviética». En una entrevista transmitida en la televisión estadounidense, Blair dijo que «Los rusos [soviéticos] veían en los Estados Unidos, a un gobierno preparado para ordenar un primer ataque, dado que este, estaba encabezado por un Presidente [ Ronald Reagan ], a quien lo percibían como capaz de ordenar ese primer ataque». En cuanto al incidente con Petrov, dijo: «Creo que esto es lo más cerca que hemos llegado a provocar una guerra nuclear accidental».

## El incidente
El 26 de septiembre de 1983 (todavía 25 en Estados Unidos), Stanislav Petrov, teniente coronel de las Fuerzas de Defensa Aérea Soviética, era el oficial de guardia en el búnker Serpukhov-15, cerca de Moscú, que ocupa el centro de mando de los satélites de alerta temprana soviéticos, cuyo nombre en código era Oko (ojo, en ruso). Las responsabilidades de Petrov incluían la observación de la red de alerta temprana por satélite y notificar a sus superiores de cualquier inminente ataque de misiles nucleares contra la Unión Soviética. Si se hubiera recibido notificación por parte de los sistemas de alerta temprana de que se habían detectado misiles entrantes, la estrategia de la Unión Soviética era un contraataque nuclear inmediato contra los Estados Unidos, dentro de la doctrina de la destrucción mutua asegurada.
Poco después de la medianoche, las computadoras del búnker informaron de que un misil balístico intercontinental se dirigía hacia la Unión Soviética desde los Estados Unidos. Petrov consideró la detección como un error de la computadora, ya que un primer ataque de los Estados Unidos, lo más probable era que involucrara a cientos de misiles simultáneamente lanzados con el fin de desactivar cualquier medio soviético de un contraataque. Además, la fiabilidad del sistema de satélites había sido cuestionada en el pasado. Petrov desestimó la advertencia como una falsa alarma, aunque los relatos del evento difieren en cuanto a si se notificó a sus superiores o no. Para esto, él había llegado a la conclusión de que las detecciones computarizadas eran falsas y que ningún misil había en realidad sido lanzado. Más tarde, los equipos identificaron cuatro misiles adicionales en el aire, todos dirigidos hacia la Unión Soviética. Petrov volvió a sospechar que el sistema informático no funcionaba bien, a pesar de que no tienen otra fuente de información para confirmar sus sospechas. El radar terrestre de la Unión Soviética había sido incapaz de detectar misiles más allá del horizonte, y esperar a que se identifique positivamente la amenaza implicaría limitar el tiempo de respuesta de la URSS a unos pocos minutos.
Posteriormente se determinó que las falsas alarmas fueron causadas por una rara alineación del sol sobre las nubes de gran altitud y las órbitas de los satélites Molniya, un error más tarde corregido por las referencias cruzadas de un satélite geoestacionario. El Sol se había elevado sobre el horizonte en el ángulo exacto para que los satélites interpretaran sus señales térmicas, equivocadamente como un ataque de misiles.
Al explicar los factores que condujeron a su decisión, Petrov se refirió a su creencia y a lo que le dictaba la lógica: Esto es que cualquier primer ataque de Estados Unidos sería masivo, por lo que cinco misiles parecían un comienzo ilógico. Además, el sistema de detección de lanzamiento era nuevo y en su opinión aún no totalmente digno de confianza, mientras que el radar de tierra había fallado al recoger pruebas de corroboración, incluso después de varios minutos de la falsa alarma. Cuando le preguntaron por qué no había dado la alerta, contestó simplemente: 

La gente no empieza una guerra nuclear con solo cinco misiles.
Stanislav Petrov

## Consecuencias
Petrov se sometió a un intenso interrogatorio por sus superiores acerca de sus acciones. Inicialmente, fue elogiado por su decisión. El general Yury Votintsev, entonces comandante de las fuerzas de defensa de misiles de la defensa aérea soviética, quien fue el primero en escuchar el informe de Petrov acerca del incidente (y el primero en revelarlo al público en la década de 1990), estableció que «las acciones correctas» de Petrov fueron «debidamente notadas». Petrov mismo afirmó que inicialmente fue elogiado por Votintsev y se le prometió una recompensa, pero recuerda que él también fue reprendido por inadecuada presentación de documentos, usando el pretexto de que no había descrito el incidente en el diario militar. 
Después de esto, Stanislav Petrov fue relegado a un puesto inferior por desacatar las normas, y el error fue ocultado por el gobierno de la URSS. El incidente se dio a conocer públicamente en la década de 1990 a raíz de la publicación de las memorias del general Votintsev. Informes generalizados de los medios desde entonces han aumentado la conciencia pública de las acciones de Petrov. El reconocimiento de la hazaña de Petrov no vino hasta mucho tiempo después cuando recibió su primer premio, el «World Citizen Award», el 21 de mayo de 2004. En 2006 Petrov viajó a EE. UU. y fue homenajeado por las Naciones Unidas por su valiente actuación.
Algunos analistas de la Guerra Fría cuestionan si el protocolo estándar de la Unión Soviética —que requería múltiples fuentes de advertencia— podría haberse seguido estrictamente en caso de que la advertencia del ataque de misiles, no involucrara a Petrov. Oleg Kalugin, un exjefe de la contra-inteligencia extranjera de la KGB que conocía bien al presidente soviético Andropov, afirma que la desconfianza de Andropov hacia los líderes estadounidenses era profunda. Es posible que si Petrov hubiera declarado las advertencias del satélite válidas, un informe tan erróneo podría haber provocado a los líderes soviéticos a comportarse belicosamente. Kalugin explicaba: "El peligro estaba en el pensamiento de los líderes soviéticos: 'Los estadounidenses pueden atacar, por lo que es mejor atacar primero.' "